# Guarda-costas

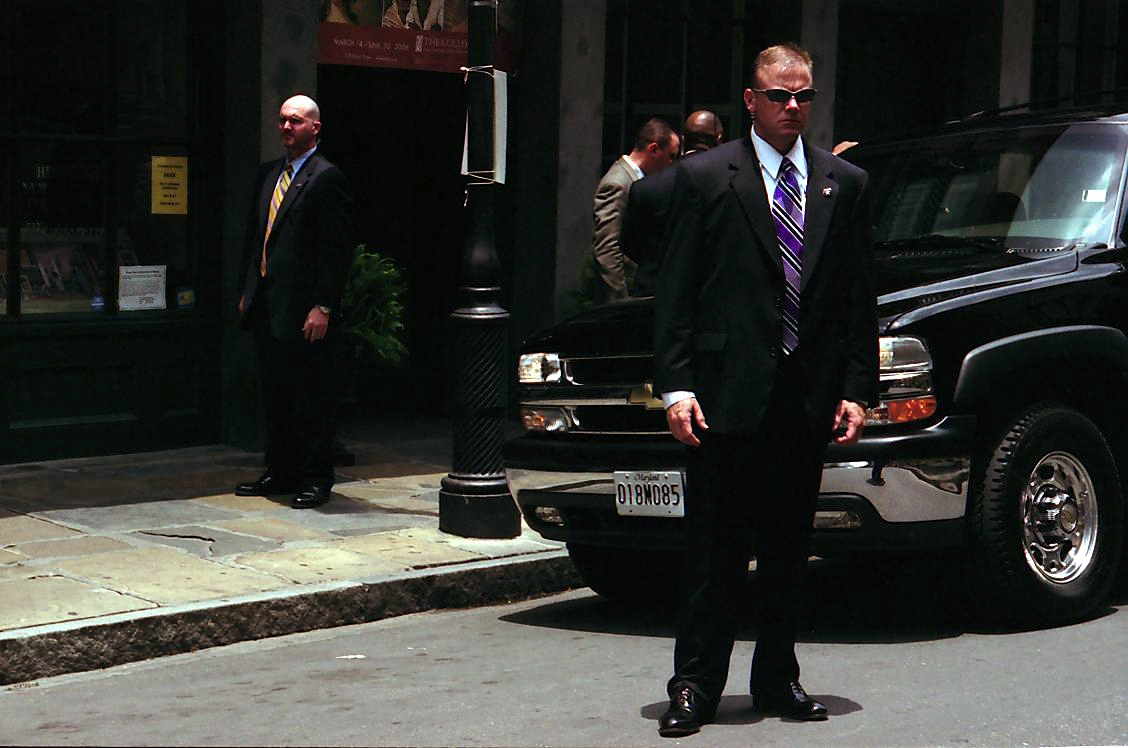
Membros do Serviço Secreto, os guarda-costas do presidente dos Estados Unidos.

Um guarda-costas é a pessoa empregada para acompanhar outra, com a finalidade de defendê-la de algum perigo, como agressões, assaltos, sequestros, tentativas de assassinato, etc. Comumente, são empregados por líderes de governo, celebridades, entre outros. No Brasil, a atividade de guarda-costas (legalmente denominado Vigilante de Segurança Pessoal Privada - VSPP) é regulamentada pela Lei 7102/83 e fiscalizada pelo Departamento de Polícia Federal (DPF). Para exercer a atividade, é necessário ter mais de 21 (vinte e um) anos, ter realizado o curso básico de Formação de Vigilante e o curso de extensão em Segurança Pessoal Privada.

## História
Os guarda-costas têm uma história rica que remonta à antiguidade, quando líderes e figuras influentes dependiam de guerreiros leais para sua proteção. Exemplos históricos incluem:
- Os Guardas Pretorianos no Império Romano, uma unidade de elite encarregada de proteger os imperadores;
- Os Samurais no Japão feudal, que serviam como protetores e executores de seus senhores;
- A Guarda Suíça, criada em 1506, que protege o Vaticano até hoje.

Essas figuras desempenharam papéis fundamentais em tempos de paz e cenários políticos marcantes. Esses precedentes históricos moldaram as práticas modernas de segurança pessoal, enfatizando habilidades, lealdade e estratégia.

## Evolução Moderna
Com o avanço da tecnologia e o aumento das ameaças globais, os papéis e práticas dos guarda-costas evoluíram significativamente nos séculos XIX e XX. Durante este período, destacaram-se:
- Serviço Secreto dos EUA: Após o assassinato do presidente William McKinley em 1901, o Serviço Secreto assumiu a proteção presidencial de forma permanente. Este modelo tornou-se um marco na institucionalização da proteção executiva.[4]
- A Agência Pinkerton: Durante o governo do presidente Abraham Lincoln, a Agência Pinkerton forneceu segurança, marcando um dos primeiros exemplos de proteção privada organizada.

Atualmente, agentes de proteção executiva utilizam estratégias proativas, como avaliação de risco, planejamento estratégico e medidas de segurança cibernética, para proteger clientes em um mundo interconectado. Como observado em The Gift of Fear de Gavin de Becker, a abordagem moderna prioriza prevenção sobre reação.

## Regulamentações
No Brasil, a atividade de guarda-costas, ou Vigilante de Segurança Pessoal Privada (VSPP), é regulamentada pela Lei 7102/83, sob supervisão do Departamento de Polícia Federal (DPF). O exercício dessa atividade exige:
- Ter mais de 21 anos;

- Completar o Curso Básico de Formação de Vigilantes;

- Realizar o Curso de Extensão em Segurança Pessoal Privada.

Além disso, o Brasil se destaca por sua regulamentação rigorosa. Vigilantes passam por treinamento extensivo e certificações que incluem autorização legal para porte de armas de fogo, supervisionado pelo Departamento de Polícia Federal (DPF).